# Marína (báseň)
Marína (1846) je lyricko-epická milostná báseň slovenského básníka Andreje Sládkoviče. Dílo je považováno za jeden z vrcholů slovenského romantismu. Milostný impulz z autorových studenských dob stál na začátku skladby, která je oslavou konkrétní lásky postupně přerůstající do symbolické podoby lásky k národu. Sládkovič v básni vyjádřil svou představu pravdy, krásy a mladosti, kterou vyjádřil svými subjektivními radostnými i bolestnými pocity.
Báseň vytvořená pravděpodobně v zimě roku 1844 byla roku 1845 na zasedání štúrovského spolku Tatrín kritizována jako neslovanská a mravně nezodpovědná. Knižně proto vyšla až roku 1846 v Pešti pod názvem Marína, spevi Andreja Sládkoviča a kritikou i veřejností byla přijala příznivě.
Marína obsahuje 2900 veršů a je tak považována za nejdelší milostnou báseň na světě. Sládkovič uvařoval o jejím vydání již v polovině čtyřicátých let společně se svými dalšími básněmi, čemuž nasvědčují dva rukopisné sešity Spevi Andreja Sládkoviča, do jejichž prvního svazku je Marína zařazena. Rukopisy jsou napsané ještě neustáleným šťúrovským pravopisem, který se částečně odlišuje od pravopisu soudobých časopisů (Národňje novini, Orol tatránski, Ňitra). Verš básně se vyznačuje výrazným sylabismem, v němž se však již objevují moderní sylabotónické prvky.

## Vznik básně
Marína je významným dílem milostné a reflexivní lyriky. Vznikla jako výraz nešťastné básníkovy lásky k Marii Pišlové (1820–1899), se kterou se seznámil roku 1839 během studií v Banské Štiavnici. Přivydělával si zde soukromými hodinami v domech měšťanů a Marie (Marína) byla sestrou synů Pavla Pišla (Pischla), které doučoval. Básník se do dívky, považované za nekrásnější ženu ve městě, zamiloval a ona jeho city opětovala. Když však byl na studiích teologie v Halle, dostal od ní roku 1844 dopis, že má vážného nápadníka, bohatého perníkáře Juraje Geržu, a že rodina, zvláště pak matka, trvá na svatbě, ke které pak skutečně došlo. Básník o svou lásku nebojoval, ale její ztrátu nesl velice těžce, což se stalo podnětem k napsání Maríny v zimě tohoto roku. Objevily se ale i názory, že zamilovaný Andrej začal psát báseň česky již na počátku svého pobytu v Halle roku 1843, protože jeho láska vyžadovala okamžité umělecké vyjádření. Neexistují však žádné náznaky, které by na českou předlohu ukazovaly.
Roku 1845 představil Sládkovič svou báseň na zasedání štúrovského spolku Tatrín, kde však byla pro své vášnivé verše označena mladými členy za přehnaně neslovanskou, „lascivní“ a přinášející mravní nezodpovědnost. V očích mládeže byla báseň hříchem oproti slovenskému duchu a budoucnosti slovenského národa, protože ten, „kto je za národ pravdive zaujatý, s takými vecami sa zapodievať nemá“ (kdo se opravdu angažuje za národ, nemá se zabývat takovými věcmi). Samotný Ľudovít Štúr báseň také kritizoval pro málo vlastenecké téma, což mu ale nebránilo v její propagaci.
Knižně vyšla báseň roku 1846 v Pešti pod názvem Marína, spevi Andreja Sládkoviča zásluhou Jána Kadavého. Kritika přijala vydání příznivě, například Jozef Miloslav Hurban napsal, že básník v Maríne spojuje „oheň lásky svojej s túžbami vyššími na lepšiu skutočnosť národného blaha uprenými“ (oheň své lásky s vyššími touhami upřenými ke zlepšení národního blaha).
Vydání básně bylo veřejností přijato velmi příznivě a dnes je Marína považována za základní dílo slovenského romantismu. Ohlas měla i v zahraničí, byla přeložena do polštiny, češtiny, francouzštiny, maďarštiny, chorvatštiny, němčiny a angličtiny.

## Inspirační zdrojeMaríny

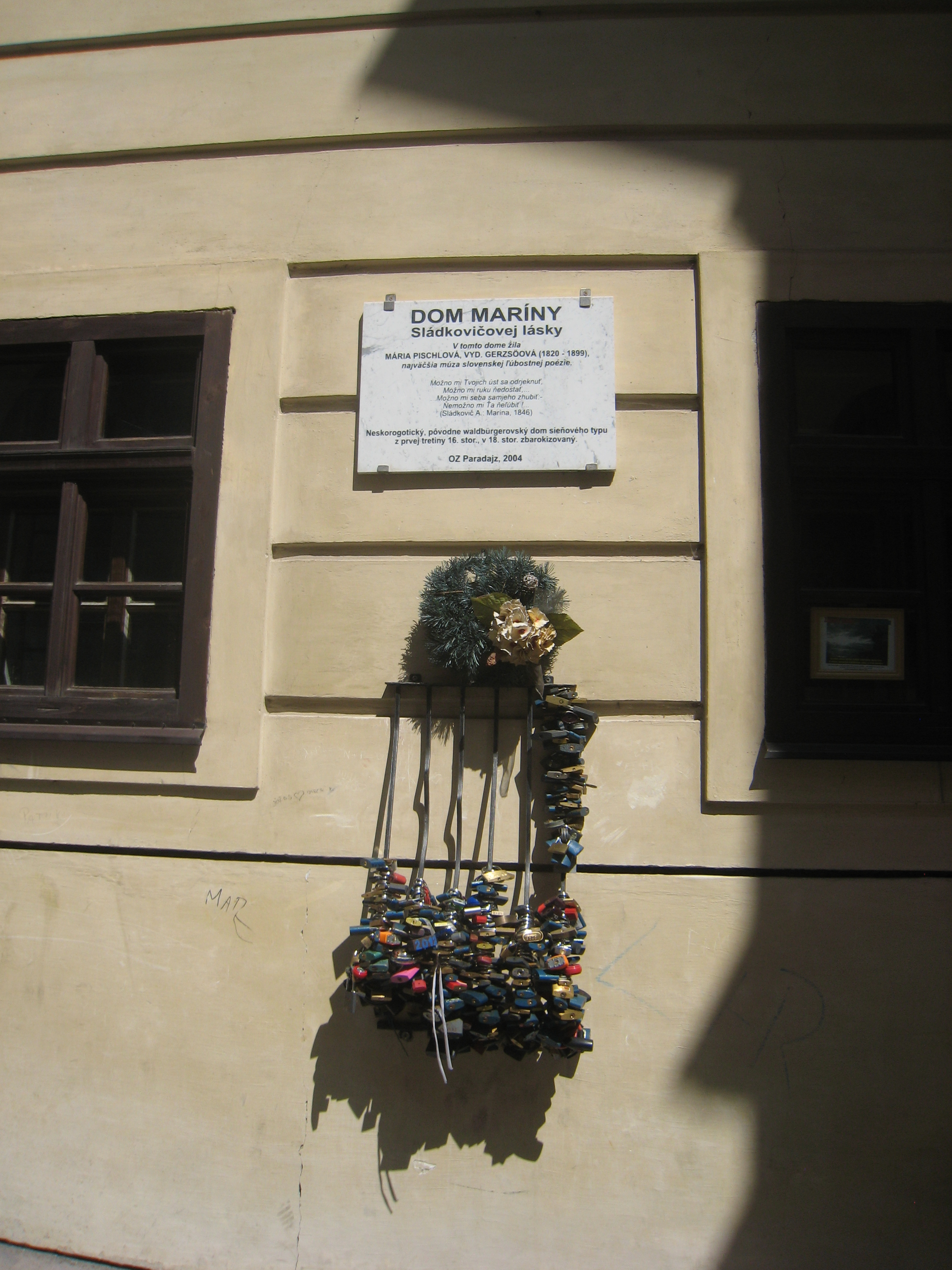
Dům rodiny Pichslových v Banskej Štiavnici

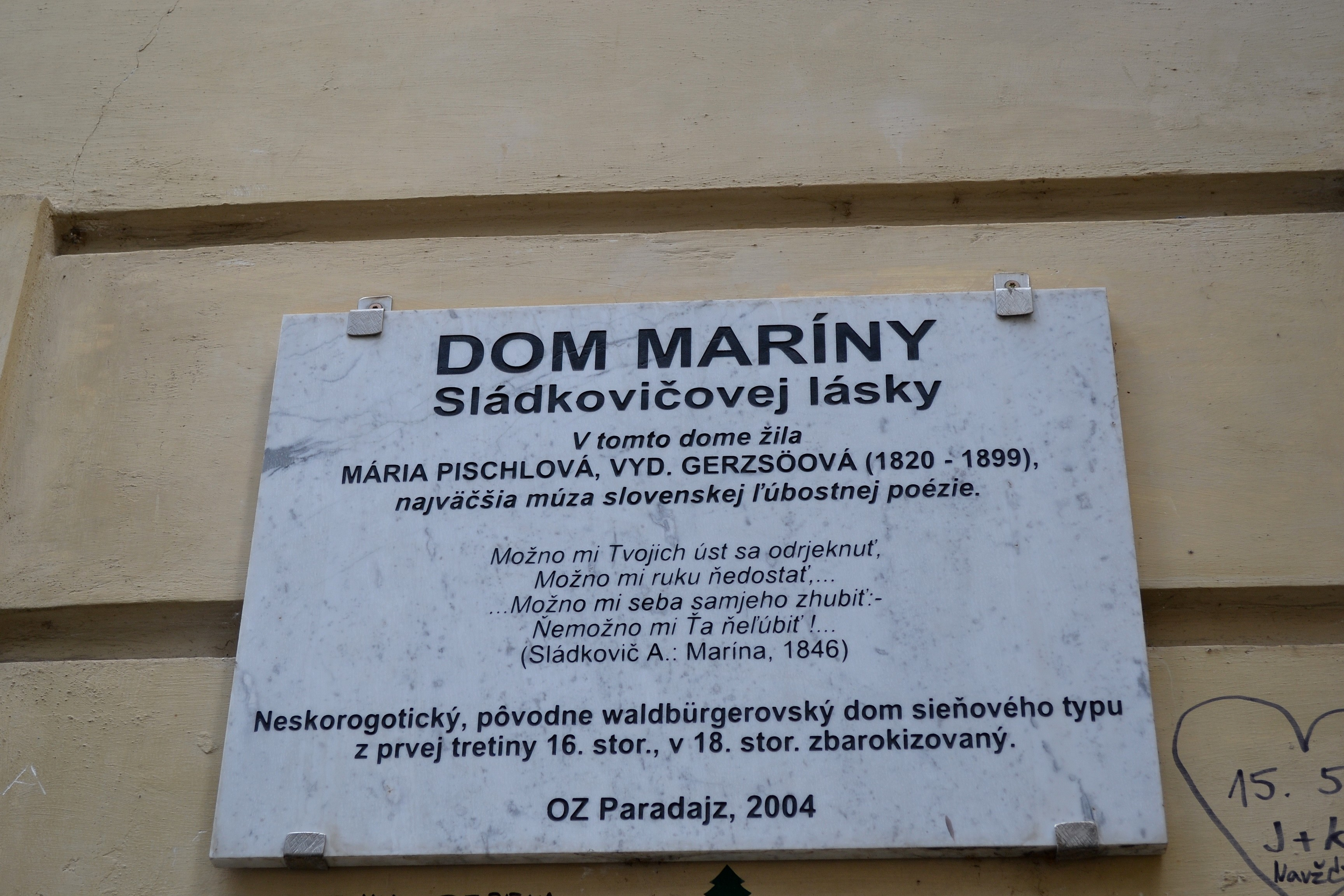
Paměrní deska na domě rodiny Pichslových v Banskej Štiavnici

Báseň je uvedena věnováním a dvěma motty, prvním od Williama Shakespeara z Hamleta „Zdá sa mi, že vidím. Kde? V oku mojej duše.“ a druhým od Alexandra Sergejeviče Puškina  z Borise Godunova „Пpeлecтную Мaринy я нaдeюc увидeть тaм“ („Doufám, že tam uvidím okouzlující Marínu“). Protože Shakespearův úryvek z Hamleta je zároveň mottem Mickiewiczovy balady Romantyczność (1821, Romantika), uvažuje se někdy o Sládkovičově inspiraci touto básní. Zároveň se zdůrazňuje, že Sládkovič v Maríně rozvíjí některé motivy Mickiewiczovy Ody na mladost (1820, Oda do młodości).
Často je literární vědou Marína označována za „dceru Kollárovy Slávy dcery“, protože Sládkovičova báseň rozvíjí politický odkaz Jána Kollára tím, že spojuje lásku k ženě s láskou k vlasti.

## Obsah básně
Marína není kompozičně členěná na části. Skládá se z 286 slok po deseti verších (decim) a pěti slok osmiveršových (oktáv) a má tedy 2900 veršů a je považována za nejdelší milostnou báseň na světě. Čtyři témata, kterých se báseň nejčastěji dotýká, jsou krása, láska k Maríně, láska ke Slovensku a mládí. Jednotlivé sloky nám umožňují sledovat postupný vývoj básníkova milostného citu.
Báseň začíná oslavou krásy, jejímž ztělesněním je milovaná Marína. Básníkova láska k ní je velká, krásná a čistá.
Ja sladké túžby, túžby po kráse
spievam peknotou nadšený,
a v tomto duše mojej ohlase
svet môj je celý zavrený;
z výsosti Tatier, ona mi svieti,
ona mi z ohňov nebeských letí,
ona mi svety pohýna;
ona mi kýva zo sto životov:
No centrom, živlom, nebom, jednotou
krás mojich moja Marína!
Možno mi tvojich úst sa odrieknuť,
možno mi ruku nedostať,
možno mi v diaľky žiaľne utieknuť,
možno mi nemilým ostať,
možno mi ústam smädom umierať,
možno mi žialiť v samote,
možno mi život v púšťach zavierať,
možno mi nežiť v živote,
možno mi seba samého zhubiť –
nemožno mi ťa neľúbiť!
Luzností stržen, zpívám toužení,
toužení sladké po kráse,
v tom hlase s mojí duší souzněným
celičký svět můj schová se.
Krása mi svítí jako Tater sníh,
to ona letí z ohňů nebeských
v ni se chod světů počíná.
Z životů sterých ona kyne mi...
Střed, živel, ráj a vjedno spojení
vší krásy - je má Marína.
Mohu se úst tvých sladkých odříci,
mohu se i tvé ruky vzdát,
mohu v dál utéct s žalem na líci,
mohu se nemilým ti zdát,
mohu mřít žízní s ústy zprahlými,
mohu žít nežít zaživa,
mohu v poušť jít a plýtvat dny svými,
mohu se v stesku zazdívat,
mohu si vlastní rukou život brát,
nemohu tě však nemít rád.
Tato láska ke konkrétní ženě postupně nabývá symbolické podoby, ve které přerůstá do lásky k národu a k rodné zemi a získává nadosobní společenský charakter.
Slovensko mladé, rodisko moje
aj mohyla mojich kostí!
V tebe mám pekných obrazov dvoje
a dvoje veľkých ľúbostí! —
Ako je krásna tá moja deva,
aká k nej ľúbosť vo mne horieva:
tak ty a k tebe, otčina!
Ako tys’ pekná, krajina moja,
ako mladistvosť milá mi tvoja:
tak pekná, milá Marína!
Chcel bych vás objať, kraje rodiny!
náručie úzke, šíry cit:
ak mi je sladko v ňadrách Maríny
objatie vaše pocítiť!
Jak mi je blaho nič, nič nežiadať,
z objemu v objem naveky padať,
troch nebies slasti prijímať!
Vlasť drahú ľúbiť v peknej Maríne,
Marínu drahú v peknej otčine,
a obe v jednom objímať!
Slovensko mladé, v lůně i v hrobě -
tak v tobě navždy spočívám.
Obrazy překrásné dva v tobě,
dvě velké lásky v tobě mám.
Tak jak tu krásnou miluji pannu,
tak také láskou ke kráse planu
země, jež je má otčina.
Tak jak je vlast mi drahá v své kráse
a milá mládím, tak krásná zase,
tak drahá je mi Marína.
Objat vás rodné hory, lučiny!
Malá je náruč, velký cit...
Jak je to sladké, v pažích Maríny
objetí vaše pocítit,
po ničem srdce touhou nemučit,
jen z náručí zas klesnout v náručí,
trojí slast rajskou přijímat:
Vlast drahou rád mít v krásné Maríně, 
Marínu drahou v krásné otčině
a obě v jedné objímat.
Mládí básník nepopisuje jako pomíjející věk, ale jako stav mysli toužící po kráse.
A čo je mladosť? – Dvadsaťpäť rokov?
Ružových tvárí hlaď jará?
Či údov sila? Či strmosť krokov?
Toto sa všetko zostará!
Mladosť je túžba živá po kráse,
je hlas nebeský v zemskom ohlase,
je nepokoj duší svätý,
je tá mohutnosť, čo slávu hľadá,
je kvetín lásky rajská záhrada,
je anjel v prachu zaviaty!
Co je to mládí? Dvacet pět roků?
Růžové líčko pohledné?
Snad síla paží či ráznost kroků?
Ne - to vše stáří podlehne.
Mládí je touha - za krásou spěchá,
je nebes hlas - zní v pozemská echa,
je ducha neklid přesvatý,
síla, co slávu hledá, je rajský,
nevoňavější sad květů lásky,
je anděl prachem zavátý.
Krásu básník spojuje s pravdou a morálkou. Nekompromisně kritizuje společnost, která neumožňuje svobodné vyjádření citů, společnost, ve které nemůže být dívka paní svého srdce a stát se ženou milovaného muže. V baladických vložkách popisuje, jak Marína nemůže zapomenout na svou lásku a jak zoufalý básník bloudí po březích Hronu, kde jej Marína, přeměněná ve vílu, vábí do vodních hlubin. Básník však překoná svůj žal a zvítězí v něm vůle a povinnost k životu. V závěrečné sloce básně již není trpkost, ale jen jasná, smírná vzpomínka na chvíle čistých vznětů a víra v nesmrtelnost všeho, co je krásné a dobré.
Marína moja! teda tak sme my
ako tie božie plamene,
ako tie kvety na chladnej zemi,
ako tie drahé kamene;
padajú hviezdy, aj my padneme,
vädnú tie kvety, aj my zvädneme,
a klenoty hruda kryje:
Ale tie hviezdy predsi svietili,
a pekný život tie kvety žili,
a diamant v hrude nezhnije!
Maríno, moje, tak je to s námi:
Jsme jak dva boží plameny,
jak ty dva květy na stinné stráni, 
jak ty dva drahé kameny.
Padají hvězdy - i my padneme,
uvadnou květy - i my zvadneme
a poklad hlína zakryje.
Ale ty hvězdy jednou svítily
a květy krásný život prožily
a démant v hlíně neshnije.

## Český překlad
Do češtiny báseň přeložila Jiřina Kintnerová. Tento překlad vyšel společně s překladem poemy Detvan od Kamila Bednáře v knize Marína; Detvan, Praha: Odeon 1966.
Překlad Maríny od Jiřiny Kintnerové je soudobou českou kritikou považován za kvalitní. Překladatelka pochopila rytmickou orientaci originálu a přeložila báseň do moderní sylabotónické podoby, přičemž kreativně spojila tradice českého a slovenského romantického verše. Stejně jako v rytmice, tak i v oblasti slovní zásoby si překladatelka zachovala tvůrčí přístup k překladu. Projevuje se to zejména v tom, že mnoho složených slov, která jsou pro Sládkoviče charakteristická, nahrazuje v souladu s duchem moderního českého jazyka nesloženými výrazy. Básníka tím nepřekrucuje, ale naopak ho modernizuje a činí srozumitelnějším. Také větná syntaxe je v překladu členitější a podstatně jasnější.